# 2022년 농부아람푸주 학살
2022년 농부아람푸주 학살에 관한 문서이다.
2022년 10월 6일, 34세의 판야 캄랍(Panya Khamrab)은 태국 농부아람푸주(Nong Bua Lamphu) 지역에서 총격, 찌르기, 차량 충돌로 36명을 살해하고 10명에게 부상을 입힌 후 스스로 목숨을 끊었다. 공격은 주로 나끌랑군의 우타이사완 지역에 위치한 어린이 보육원에서 발생했다. 이는 태국 현대사에서 단일 가해자에 의한 가장 치명적인 대량 살인으로, 2020년 나콘랏차시마 총기 난사 사건의 사망자 수를 넘어섰다.